# Phoradendron capitellatum
Phoradendron capitellatum là một loài thực vật có hoa trong họ Santalaceae. Loài này được Torr. ex Trel. miêu tả khoa học đầu tiên năm 1916.